# جیمی فایگن
جیمی فایگن (به انگلیسی: Jimmy Feigen) (زادهٔ ۲۶ سپتامبر ۱۹۸۹) شناگر اهل ایالات متحده آمریکا است.